# Promotion League 2015/16
Die Cerutti il Caffè Promotion League 2015/16 war die 4. Spielzeit der dritthöchsten Schweizer Spielklasse im Fussball der Männer. Es nahmen sechzehn Mannschaften teil, darunter auch vier U-21-Mannschaften. Mit zehn Punkten Vorsprung auf den Zweitklassierten SC Cham stand am Ende der Saison der Servette FC Genève auf dem 1. Rang und stieg somit in die Challenge League auf. Die zweite Mannschaft des FC St. Gallen sowie der Étoile Carouge FC stiegen als die zwei Letztklassierten in die 1. Liga ab.

## Modus
Die Promotion League wurde insgesamt zum vierten Mal ausgetragen, davon zum zweiten Mal unter dem Namen Cerutti il Caffè.
Die sechzehn Vereine der Promotion League traten je zweimal gegen jeden Gegner an, einmal im heimischen Stadion, einmal auswärts. Insgesamt absolvierte so jedes Team 30 Spiele. Die bestklassierte Mannschaft, die keine U-21-Mannschaft war, stieg am Ende der Saison in die Challenge League auf, die zwei letztklassierten Mannschaften stiegen in die 1. Liga ab.

## Tabelle
| Pl. | Verein                 | Sp. | S  | U  | N  | Tore    | Diff. | Punkte |
| --- | ---------------------- | --- | -- | -- | -- | ------- | ----- | ------ |
| 1. | Servette FC Genève (A) | 30  | 20 | 6  | 4  | 061:260 | +35   | 66     |
| 2. | SC Cham (N)            | 30  | 16 | 8  | 6  | 072:480 | +24   | 56     |
| 3. | SC Kriens (N)          | 30  | 17 | 3  | 10 | 047:360 | +11   | 54     |
| 4. | FC Basel II            | 30  | 15 | 5  | 10 | 065:520 | +13   | 50     |
| 5. | BSC Old Boys Basel     | 30  | 15 | 4  | 11 | 060:490 | +11   | 49     |
| 6. | FC Rapperswil-Jona     | 30  | 12 | 10 | 8  | 041:330 | +8    | 46     |
| 7. | Stade Nyonnais         | 30  | 11 | 6  | 13 | 046:450 | +1    | 39     |
| 8. | FC Breitenrain         | 30  | 9  | 12 | 9  | 048:490 | −1    | 39     |
| 9. | SC Brühl St. Gallen    | 30  | 10 | 8  | 12 | 052:520 | ±0    | 38     |
| 10. | SC YF Juventus Zürich  | 30  | 9  | 9  | 12 | 047:550 | −8    | 36     |
| 11. | FC Zürich II           | 30  | 10 | 5  | 15 | 057:650 | −8    | 35     |
| 12. | FC Tuggen              | 30  | 9  | 8  | 13 | 042:590 | −17   | 35     |
| 13. | FC Köniz               | 30  | 8  | 10 | 12 | 049:520 | −3    | 34     |
| 14. | FC Sion II             | 30  | 8  | 7  | 15 | 027:470 | −20   | 31     |
| 15. | FC St. Gallen II       | 30  | 8  | 6  | 16 | 040:510 | −11   | 30     |
| 16. | Étoile Carouge FC      | 30  | 6  | 7  | 17 | 033:680 | −35   | 25     |
| Endstand (A) Absteiger der Saison 2014/15 (N) Neuaufsteiger der Saison 2014/15 Aufstieg in die Challenge League 2016/17 Abstieg in die 1. Liga |                        |     |    |    |    |         |       |        |

## 1. Liga – Aufstiegsspiele
In der Promotion League können maximal vier U-21-Mannschaften spielen. Entsprechend nahmen maximal so viele U-21-Mannschaften an den Spielen um den Aufstieg in die Promotion League teil, wie freie Plätze vorhanden waren. In zwei Runden wurden von den besten beiden Teams jeder der drei Gruppen der 1. Liga und den beiden besten Gruppendritten so zwei Aufsteiger in die Promotion League ermittelt.

### Zwischenrunde
Die Hinspiele wurden am 1. Juni 2016 ausgetragen, die Rückspiele am 4./5. Juni. Die Begegnungen mussten nicht ausgelost werden, da das Reglement vorschreibt, welche Teams aufeinandertreffen.
|                            | Gesamt    |                         | Hinspiel | Rückspiel |
| -------------------------- | --------- | ----------------------- | -------- | --------- |
| FC United Zürich           | (a)2:2(a) | FC Stade Lausanne-Ouchy | 0:0      | 2:2       |
| FC Bavois                  | 4:2       | FC Münsingen            | 1:2      | 3:0       |
| SR Delémont                | 2:3       | FC Baden                | 1:1      | 1:2 n. V. |
| Grasshopper Club Zürich II | 4:8       | FC La Chaux-de-Fonds    | 1:4      | 3:4       |

### Aufstiegsrunde
Die Sieger aus den beiden Begegnungen der Aufstiegsrunde nahmen in der Saison 2016/17 an der Promotion League teil. Die Hinspiele fanden am 8. Juni 2016 statt, die Rückspiele am 11./12. Juni. Die Begegnungen wurden am 28. Mai 2016 ausgelost.
|                      | Gesamt |                  | Hinspiel | Rückspiel |
| -------------------- | ------ | ---------------- | -------- | --------- |
| FC Bavois            | 1:0    | FC Baden         | 0:0      | 1:0       |
| FC La Chaux-de-Fonds | 3:1    | FC United Zürich | 1:0      | 2:1       |

### Barrage
Da gegen den FC Biel-Bienne ein Konkursverfahren eröffnet wurde, musste dessen Startplatz in der Promotion League neu besetzt werden. Die Option, den FC St. Gallen II (15. Platz, Promotion League) nicht absteigen zu lassen, wurde verworfen, da der Grasshopper Club Zürich II, aufgrund der Beschränkung der U-21-Mannschaften auf vier Teams, nur dank dessen Abstieg an den Aufstiegsspielen teilnehmen durfte. Stattdessen stieg ein drittes Team aus der 1. Liga auf. Hierzu traten die unterlegenen zwei Mannschaften der Aufstiegsrunde am 16. Juni 2016 in einem Barragespiel auf neutralem Terrain (Düdingen) gegeneinander an.
|          | Ergebnis |                  |
| -------- | -------- | ---------------- |
| FC Baden | 0:2      | FC United Zürich |

## Stadien
| Stadt                                               | Einwohner | Verein                | Stadion                      | Kapazität | Zuschauer | Schnitt | ± zu 2014/15 |
| --------------------------------------------------- | --------- | --------------------- | ---------------------------- | --------- | --------- | ------- | ------------ |
| Basel                                               | 174'4910  | FC Basel II           | Stadion Rankhof              | 07'600    | 02'790    | 0 186   | −05,10 %     |
| Basel                                               | 174'4910  | BSC Old Boys          | Stadion Schützenmatte        | 08'000    | 03'609    | 0 241   | +30,27 %     |
| Bern                                                | 128'8480  | FC Breitenrain        | Spitalacker                  | 01'200    | 06'140    | 0 409   | +00,74 %     |
| Carouge                                             | 020'6300  | Étoile Carouge FC     | Stade de la Fontenette       | 07'200    | 06'774    | 0 484   | +92,83 %     |
| Cham ZG                                             | 015'3750  | SC Cham               | Eizmoos                      | 01'800    | 05'089    | 0 339   | +08,31 %     |
| Genf                                                | 191'5570  | Servette FC Genève    | Stade de Genève              | 30'084    | 22'833    | 1 522   | −63,09 %     |
| Köniz                                               | 039'7940  | FC Köniz              | Sportplatz Liebefeld-Hessgut | 02'000    | 04'760    | 0 340   | +00,59 %     |
| Kriens                                              | 026'9570  | SC Kriens             | Stadion Kleinfeld            | 05'100    | 08'010    | 0 534   | +04,50 %     |
| Nyon                                                | 019'0160  | Stade Nyonnais        | Centre sportif de Colovray   | 07'200    | 05'130    | 0 366   | +22,00 %     |
| Rapperswil-Jona                                     | 026'5420  | FC Rapperswil-Jona    | Stadion Grünfeld             | 03'000    | 07'040    | 0 503   | −09,21 %     |
| Sitten                                              | 032'7970  | FC Sion II            | Stade de Tourbillon          | 16'500    | 01'678    | 0 120   | −06,98 %     |
| St. Gallen                                          | 074'5810  | SC Brühl St. Gallen   | Paul-Grüninger-Stadion       | 04'200    | 10'310    | 0 687   | −07,79 %     |
| St. Gallen                                          | 074'5810  | FC St. Gallen II      | Espenmoos                    | 05'700    | 03'280    | 0 219   | +28,07 %     |
| Tuggen                                              | 003'0650  | FC Tuggen             | Linthstrasse                 | 02'800    | 05'354    | 0 382   | +12,02 %     |
| Zürich                                              | 404'7830  | SC YF Juventus Zürich | Sportanlage Juchhof 1        | 01'000    | 02'412    | 0 172   | +47,01 %     |
| Zürich                                              | 404'7830  | FC Zürich II          | Sportanlage Heerenschürli    | 01'500    | 03'570    | 0 238   | +42,51 %     |
| Quelle: Besucherzahlen 2015/16 auf transfermarkt.ch |           |                       |                              |           |           |         |              |